# Formula TT 1980
Die Formla-TT-Saison 1980 war die vierte in der Geschichte der Formula TT und wurde von der Fédération Internationale de Motocyclisme als offizielle Weltmeisterschaft ausgeschrieben.
In allen drei Klassen wurden drei Rennen ausgetragen.

## Punkteverteilung
| Punktewertung | Punktewertung | Punktewertung | Punktewertung | Punktewertung | Punktewertung | Punktewertung | Punktewertung | Punktewertung | Punktewertung | Punktewertung |
| ------------- | ------------- | ------------- | ------------- | ------------- | ------------- | ------------- | ------------- | ------------- | ------------- | ------------- |
| Platz         | 1             | 2             | 3             | 4             | 5             | 6             | 7             | 8             | 9             | 10            |
| Punkte        | 15            | 12            | 10            | 8             | 6             | 5             | 4             | 3             | 2             | 1             |

In die Wertung kamen alle erzielten Resultate.

## Wissenswertes
- Die Formula TT wurde 1980 in drei Klassen ausgeschrieben.
  - In der TT-F1-Klasse waren Viertakter von 600 bis 1000 cm³ Hubraum und Zweitakter mit Hubräumen von 350 bis 500 cm³ erlaubt.
  - In der TT-F2-Klasse waren Viertakter von 400 bis 600 cm³ Hubraum und Zweitakter mit Hubräumen von 250 bis 350 cm³ erlaubt.
  - In der TT-F3-Klasse waren Viertakter von 200 bis 400 cm³ Hubraum und Zweitakter mit Hubräumen von 125 bis 250 cm³ erlaubt.

## TT-F1-Klasse

### Rennergebnisse
|   | Rennen                | Strecke         | Platz 1       | Platz 2       | Platz 3        |
| - | --------------------- | --------------- | ------------- | ------------- | -------------- |
| 1 | 62. Isle of Man TT    | Mountain Course | Mick Grant    | Graeme Crosby | Sam McClements |
| 2 | 51. Ulster Grand Prix | Dundrod         | Graeme Crosby | Joey Dunlop   | Mike Grant     |

### Fahrerwertung
| 1 | Graeme Crosby    | Suzuki   | 27 |
| 2 | Mick Grant       | Honda    | 25 |
| 3 | Joey Dunlop      | Suzuki   | 12 |
| 4 | Sam McClements   | Honda    | 10 |
| 5 | Alan Jackson sr. | Kawasaki | 8  |
|   | Ron Haslam       | Honda    | 8  |
| 7 | Keith Buckley    | Honda    | 8  |
| 8 | Mick Hunt        | Kawasaki | 6  |

|    | Roger Marshall    | Honda    | 6 |
| 10 | Jim Wells         | Kawasaki | 6 |
| 11 | Alex George       | Honda    | 5 |
| 12 | Jeff Jones        | Suzuki   | 4 |
| 13 | Stan Woods        | Honda    | 3 |
| 14 | Asa Moyce         | Kawasaki | 2 |
| 15 | Alistair Copeland | Honda    | 1 |
|    | M. Smith          | Kawasaki | 1 |

## TT-F2-Klasse

### Rennergebnisse
|   | Rennen                | Strecke         | Platz 1          | Platz 2   | Platz 3     |
| - | --------------------- | --------------- | ---------------- | --------- | ----------- |
| 1 | Isle of Man TT        | Mountain Course | Charlie Williams | Chris Guy | Mal Lucas   |
| 2 | 51. Ulster Grand Prix | Dundrod         | Charlie Williams | Mal Lucas | Noel Hudson |

### Fahrerwertung
| 1 | Charlie Williams   | Yamaha  | 30 |
| 2 | Mal Lucas          | Honda   | 22 |
| 3 | Phil Odlin         | Honda   | 14 |
| 4 | Chris Guy          | Honda   | 12 |
| 5 | Noel Hudson        | Honda   | 10 |
| 6 | Dave Dean          | Yamaha  | 9  |
| 7 | Peter Davies       | Laverda | 6  |
| 8 | Hans-Otto Butenuth | Honda   | 5  |

|    | John Caffrey      | Honda    | 5 |
| 10 | George Fogarty    | Laverda  | 4 |
|    | R. Taylor         | Honda    | 4 |
| 12 | Roger Corbett     | Kawasaki | 3 |
|    | T. O’Kennedy      | Honda    | 3 |
| 14 | Lennart Backström | Laverda  | 2 |
|    | Dave Kerby        | Honda    | 2 |
| 16 | Brendan Ryan      | Honda    | 1 |

## TT-F3-Klasse

### Rennergebnisse
|   | Rennen                | Strecke         | Platz 1     | Platz 2         | Platz 3        |
| - | --------------------- | --------------- | ----------- | --------------- | -------------- |
| 1 | Isle of Man TT        | Mountain Course | Barry Smith | Chris Griffiths | Ron Haslam     |
| 2 | 51. Ulster Grand Prix | Dundrod         | Ron Haslam  | Denis Casement  | Richard Hunter |

### Fahrerwertung
| 1 | Ron Haslam      | Honda     | 25 |
| 2 | Chris Griffiths | Aermacchi | 20 |
| 3 | Denis Casement  | Yamaha    | 18 |
| 4 | Richard Hunter  | Suzuki    | 18 |
| 5 | Barry Smith     | Yamaha    | 15 |
| 6 | Steve Murray    | Yamaha    | 6  |
| 7 | Malcolm Wheeler | Aermacchi | 5  |

|    | Jimmy Miller | Aermacchi | 5 |
| 9  | Ron Jones    | Yamaha    | 4 |
|    | Ronnie Niven | Aermacchi | 4 |
| 11 | Dave Arnold  | Aermacchi | 3 |
| 12 | John Stevens | Honda     | 2 |
| 13 | Mick Poxon   | Honda     | 1 |